# La era de la información: economía, sociedad y cultura
La era de información: economía, sociedad y cultura es una trilogía de libros del sociólogo Manuel Castells: La Sociedad Red (1996), El Poder de la Identidad (1997), y Fin de Milenio (1998). La segunda edición fue fuertemente revisada, el volumen uno es 40 por ciento diferente de la edición original.

## Resumen
La era de la Información revisa el papel de la información en la sociedad contemporánea. Manuel Castells describe el cambio de una sociedad industrial a una sociedad informacional, que se inició en la década de 1970. Esta sociedad red está estructurada en torno a las redes en lugar de los actores individuales, y funciona a partir de un flujo constante de información a través de la tecnología. Castells enfatiza la interrelación de las características sociales, económicas y políticas de esta sociedad, y sostiene que la "red " es la característica que marca nuestra época actual.

## Volumen 1: La sociedad red
En este volumen Castells analiza los cambios estructurales de la economía mundial, que tuvo lugar a partir de la década de 1970 a 1990. Él describe la "nueva economía", la cual dice que se basa en "un nuevo modo de desarrollo, el informacionalismo, del cual la creación de redes es un atributo crítico". En esta economía informacional, la competitividad de una empresa depende de su conocimiento de la tecnología, la información y el acceso a las redes. La nueva economía se define por una "transformación del trabajo y el empleo". Este concepto implica que hay mayor desempleo en los países donde la tecnología es escasa. El desigual desarrollo de nuevas tecnologías lleva a la polarización y la exclusión social. Este concepto describe un aumento en la igualdad entre las naciones, debido a la globalización y a una distribución desigual de la tecnología, y por lo tanto oportunidades de creación de redes y una menor competitividad.
Esta transición a un modo de desarrollo informacional es habilitado por el crecimiento de la tecnología de la información y los cambios en la estructura organizacional basada en redes. Castells analiza evidencia estadística de los cambios en la estructura de trabajo y las pautas laborales, y concluye que, aunque los trabajadores del conocimiento puedan buscar trabajo a nivel mundial, no podemos decir que se trate de una auténtica fuerza de trabajo mundial, ya que la mayoría de los trabajadores todavía están geográficamente limitados e inmóviles. El informacionalismo no ha llevado a un desempleo masivo, pero trajo un cambio estructural en el mercado de trabajo que genera inestabilidad: en los países altamente desarrollados, la mayoría de los trabajadores ya no tienen un trabajo tradicional, sino a tiempo parcial, y el empleo temporal se ha convertido en la norma.
Castells, a continuación, analiza los nuevos medios y las tecnologías de la comunicación basadas en redes, con el argumento de que están contribuyendo a un cambio fundamental en la cultura. se está desarrollando una "cultura de la virtualidad real", la que describe como una cultura organizada en torno a los medios electrónicos. Sostiene que "el espacio de flujos y el tiempo atemporal son los fundamentos de una nueva cultura", la sociedad red. El concepto de "tiempo sin tiempo" se refiere al colapso de tiempo en las redes globales de información, por ejemplo de las transacciones financieras automatizadas.